# خانواده (فیلم ۱۹۸۴)
خانواده (به تامیلی: Kudumbam) و (به انگلیسی: Family) فیلمی هندی محصول سال ۱۹۸۴ و به کارگردانی اس.ای. چاندراسکار است. در این فیلم بازیگرانی همچون ویجایاکانت، دویسری، جایشانکار، سوجاتا، ویجای و مانوراما ایفای نقش کرده‌اند.